# Publi Juvenci Cels
|  | Aquest article tracta del jurista romà del temps de Trajà. Cal no confondre'l amb el seu pare, Publi Juvenci Cels, també jurista, ni amb el seu net, Publi Juvenci Cels (cònsol 164). |

Publi Juvenci Cels (en llatí: Publius Juventius Celsus), de nom complet Publi Juvenci Cels Tit Aufidi Heni Severià (llatí: Publius Iuventius Celsus Titus Aufidius Hoenius Severianus), va ser un jurista romà fill del també jurista Juvenci Cels. Va néixer aproximadament l'any 67 i va morir el 130. Formava part de la gens Juvència, per part de pare, i probablement de la gens Aufídia per part de mare.
Va participar en una conspiració contra Domicià junt amb Nerva, però va convèncer a l'emperador de la seva innocència. Més tard, va ser afavorit per Nerva i Trajà, i va ser nomenat pretor l'any 101 i després cònsol dues vegades: la primera en data desconeguda i la segona l'any 129, juntament amb Luci Neraci Marcel. Va formar part del consell d'Hadrià.
L'obra principal de Juvenci es troba al Digest: Epistolae, Quaestiones, Commentarii i Institutiones.
El seu net, Publi Juvenci Cels, va ser cònsol l'any 164.